# Chuyển động quay ở các hệ thống sống

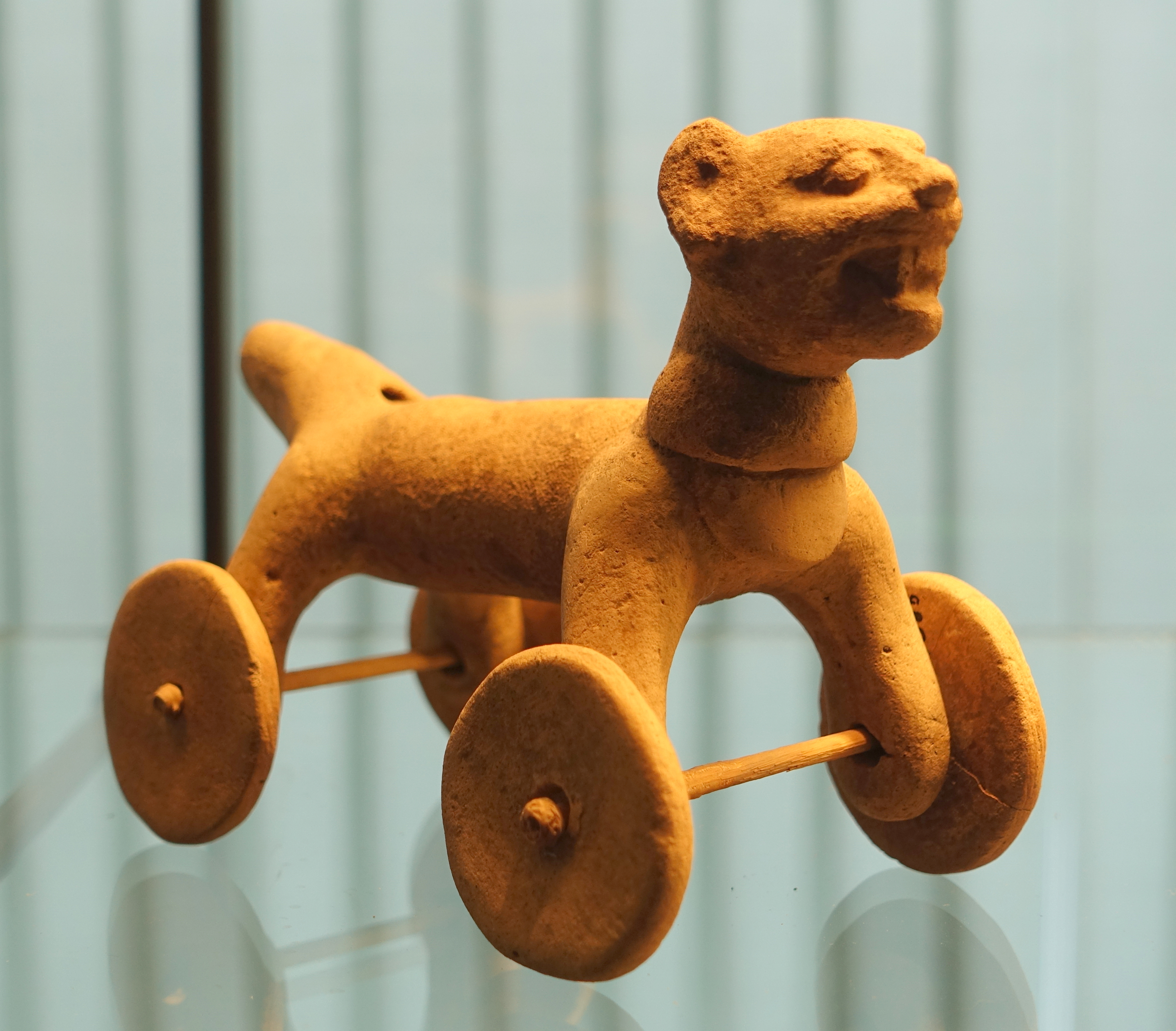
Một món đồ chơi nhỏ hình động vật có bánh xe xuất hiện tại Mexico, thời kỳ tiền Colombo.

Một số sinh vật có khả năng chuyển động quay hoặc lăn. Tuy nhiên, các cấu trúc giống như bánh xe và chân vịt thực sự - dù rất phổ biến và hữu dụng trong các phương tiện giao thông của con người - dường như không đóng một vai trò quan trọng nào trong chuyển động của các sinh vật (ngoại trừ một số roi hay tiên mao nhất định, thứ hoạt động bằng cách xoáy như cái mở nút chai vào trong môi trường). Các nhà sinh vật học đã đưa ra một số giả thuyết nhằm giải thích cho sự vắng mặt rõ ràng của các cấu trúc dạng bánh xe trong sinh giới. Các sinh vật có bánh xe đôi khi cũng xuất hiện trong những tác phẩm giả tưởng suy đoán.
Do nhiều công nghệ của con người có tồn tại những dạng tương đồng ở các sinh vật (chẳng hạn như cánh và thấu kính), việc bánh xe rất phổ biến trong đời sống con người nhưng lại hiếm gặp trong thế giới tự nhiên dường như cần phải được giải thích — và hiện tượng này được giải thích rộng rãi bởi hai nguyên nhân chính. Đầu tiên, có một số trở ngại phát triển và tiến hóa đối với sự ra đời của bánh xe do chọn lọc tự nhiên, trả lời cho câu hỏi "Tại sao sự sống không thể tiến hóa tạo ra bánh xe?" Thứ hai, bánh xe thường gặp bất lợi trong cạnh tranh khi so sánh với các dạng di chuyển tiến về trước khác (chẳng hạn như đi bộ, chạy hoặc trườn bò) trong môi trường tự nhiên, trả lời cho câu hỏi "Nếu bánh xe có thể tiến hóa, tại sao chúng lại hiếm đến vậy?" Sự bất lợi khi di chuyển qua những môi trường đặc thù này cũng giải thích tại sao ít nhất một nền văn minh trong lịch sử đã từ bỏ bánh xe như một phương thức di chuyển.

## Một số ví dụ được tìm thấy ở các sinh vật
Có hai chế độ chuyển động riêng biệt bằng cách sử dụng chuyển động quay: một là chuyển động lăn đơn giản; và hai là sử dụng các bánh xe hoặc cánh quạt quay trên một trục tĩnh hoặc động, khi cơ thể vẫn được giữ cố định. Trong khi có nhiều sinh vật sử dụng cơ chế đầu tiên, cơ chế thứ hai chỉ gặp ở các sinh vật đơn bào, kích thước hiển vi.:396

### Chuyển động lăn

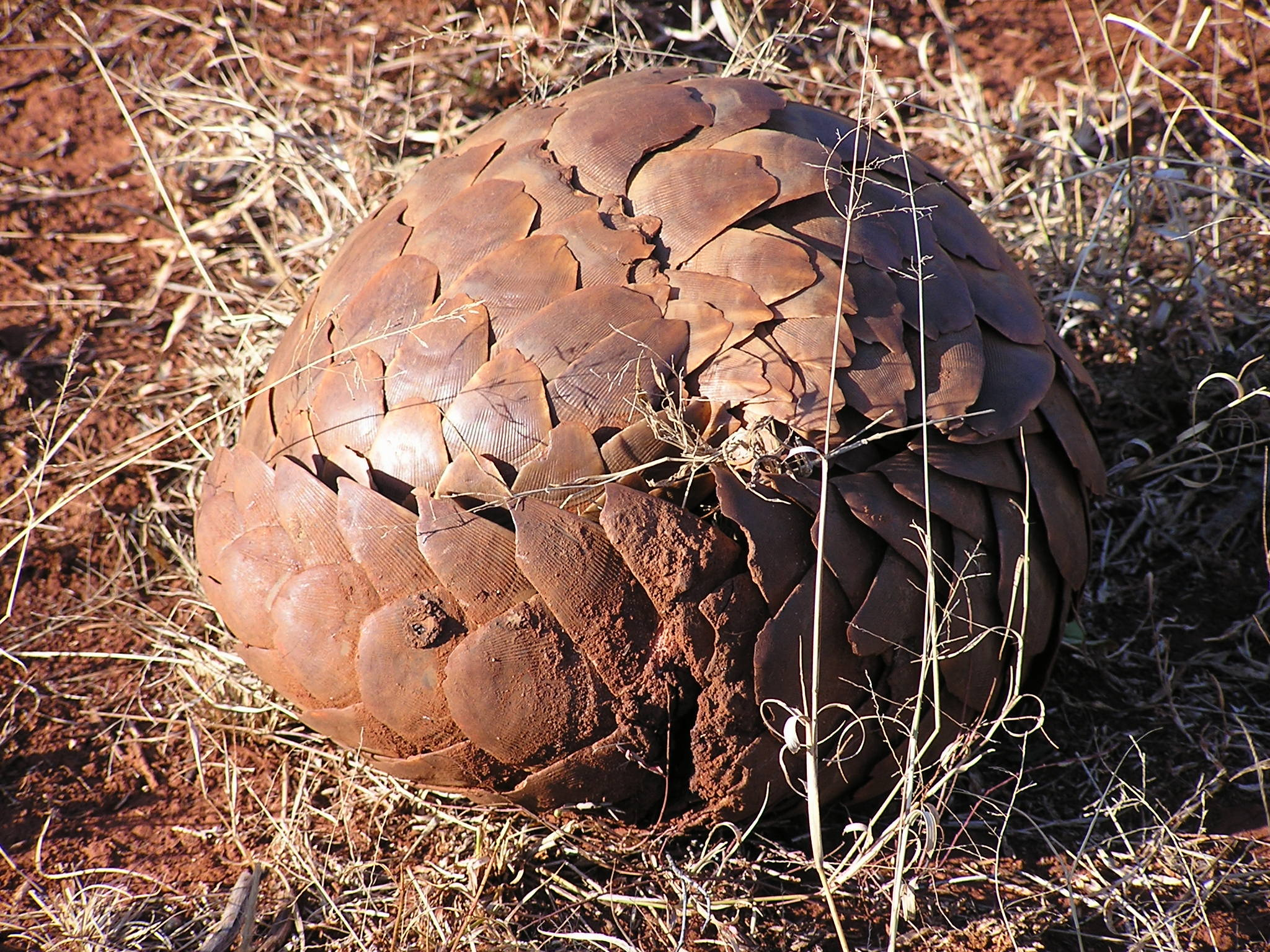
Con tê tê Manis temminckii này đang ở trong tư thế phòng thủ, chúng có thể lăn khi ở trạng thái này.

Có một số sinh vật di chuyển bằng cách lăn. Những đại diện này không tạo nên và không sử dụng những bộ phận quay độc lập như bánh xe, thay vào đó, toàn bộ cơ thể của chúng sẽ tham gia vào chuyển động quay.
Một số loài sinh vật với cơ thể thuôn dài có thể cuộn mình lại thành một vòng để lăn, chẳng hạn như một số loài sâu bướm nhất định (chúng làm như vậy để tự vệ), ấu trùng bọ hổ, đại diện của phân ngành Nhiều chân (ví dụ như cuốn chiếu), tôm tít, đại diện của họ Armadillidiidae và kỳ nhông núi Lyell. Một số loài khác thì khi cuộn lại sẽ có dạng giống hình cầu hơn, chủ yếu để bảo vệ cơ thể chúng khỏi những kẻ săn mồi. Tư thế này có thể được nhìn thấy ở tê tê, nhện bánh xe, nhím, thú Có mai (Armadillo), thằn lằn lưng Armadillo, động vật đẳng túc và ở một số loài bọ ba thùy đã hóa thạch. Tê tê và nhện bánh xe đã được quan sát là có thể lăn một cách có chủ đích để tránh khỏi động vật ăn thịt. Những loài này có thể lăn một cách thụ động (dưới tác động của trọng lực hoặc gió) hoặc chủ động, thường là bằng cách thay đổi hình dạng của chúng để tạo ra một lực đẩy.
Cỏ lăn (hay phong cổn thảo), tức những phần trên mặt đất của một số loài thực vật, có thể lìa khỏi cấu trúc rễ của chúng và lăn đi trong gió để phát tán hạt giống. Những loài thực vật này được tìm thấy đặc biệt tại những môi trường đồng bằng thoáng đãng. Nổi tiếng nhất trong nhóm thực vật này phải kể đến Kali tragus (còn được gọi là Salsola tragus), hay cây kế gai Nga, loài này xuất hiện ở Bắc Mỹ vào cuối thế kỷ 19, và được biết đến như một loài cỏ dại độc hại. Nấm thuộc chi Bovista được biết là cũng sử dụng một chiến lược giống như vậy để phân tán bào tử của chúng.
Luân trùng (hay trùng bánh xe, rotifer) là một nhóm động vật đa bào với kích thước hiển vi, thường được tìm thấy trong môi trường nước ngọt. Mặc dù rotifer trong tiếng Latinh có nghĩa là "người mang bánh xe", những sinh vật này thực ra không có bất kỳ cấu trúc quay nào; cấu trúc thường được gọi là "bánh xe" thực ra là vòng lông mao đập nhịp nhàng được chúng sử dụng để kiếm ăn và tạo lực đẩy.
Tế bào sừng (Keratinocyte), một loại tế bào ở da, di chuyển bằng chuyển động lăn trong quá trình hồi phục vết thương. Các tế bào này có vai trò tạo thành một hàng rào chống lại các mầm bệnh và sự mất độ ẩm qua các mô bị thương.
Bọ hung tạo ra những quả cầu từ phân động vật, thứ mà chúng sẽ lăn cùng với cơ thể bằng cách phổ biển là đi lùi và đẩy quả bóng bằng hai chân sau. Phân tích phát sinh chủng loại chỉ ra rằng: hành vi lăn như vậy đã tiến hóa độc lập nhiều lần trong lịch sử sinh giới. Hành vi đặc biệt của những con bọ này đã được ghi nhận và được cho là có ý nghĩa thần thánh trong văn hóa Ai Cập cổ đại. Mặc dù cấu trúc lăn là quả cầu phân chứ không phải chính cơ thể con bọ, chúng vẫn phải đối mặt với nhiều khó khăn cơ học mà những sinh vật lăn thực sự gặp phải.

### Chuyển động quay tự do
Ở những loài sinh vật kích thước lớn
 Trong số các loài động vật, hiện tại ta chỉ biết đến một ví dụ duy nhất về cấu trúc dường như có khả năng quay tự do, mặc dù nó được sử dụng với mục đích tiêu hóa chứ không phải di chuyển: trụ tinh thể (crystalline style) ở một số động vật hai mảnh vỏ và động vật chân bụng.:89 Que này thực ra là một thanh glycoprotein trong suốt, được liên tục tạo ra trong một túi có lông mao và kéo dài vào dạ dày. Hoạt động của các lông mao làm cho que quay và khiến cho nó được bọc trong những sợi chất nhầy. Khi que hòa tan từ từ trong dạ dày, nó sẽ tiết ra các enzyme tiêu hóa. Những ước tính về tốc độ quay của trụ in vivo ("trong cơ thể sống") có sự khác biệt nhau đáng kể và vẫn chưa rõ là cấu trúc này quay liên tục hay gián đoạn.
Ở những loài sinh vật kích thước hiển vi
Có hai ví dụ đã biết về cấu trúc quay ở cấp độ phân tử được sử dụng bởi các tế bào sống. ATP synthase là một loại enzyme được sử dụng trong quá trình lưu trữ và chuyển giao năng lượng. Cấu trúc của enzyme này có một số điểm tương đồng với cấu trúc roi di chuyển mà ta sẽ thảo luận dưới đây. ATP synthase được cho là đã phát sinh bởi quá trình tiến hóa theo mô-đun, trong đó hai tiểu phần với các chức năng riêng biệt ban đầu đã được kết hợp và thu được một chức năng mới.

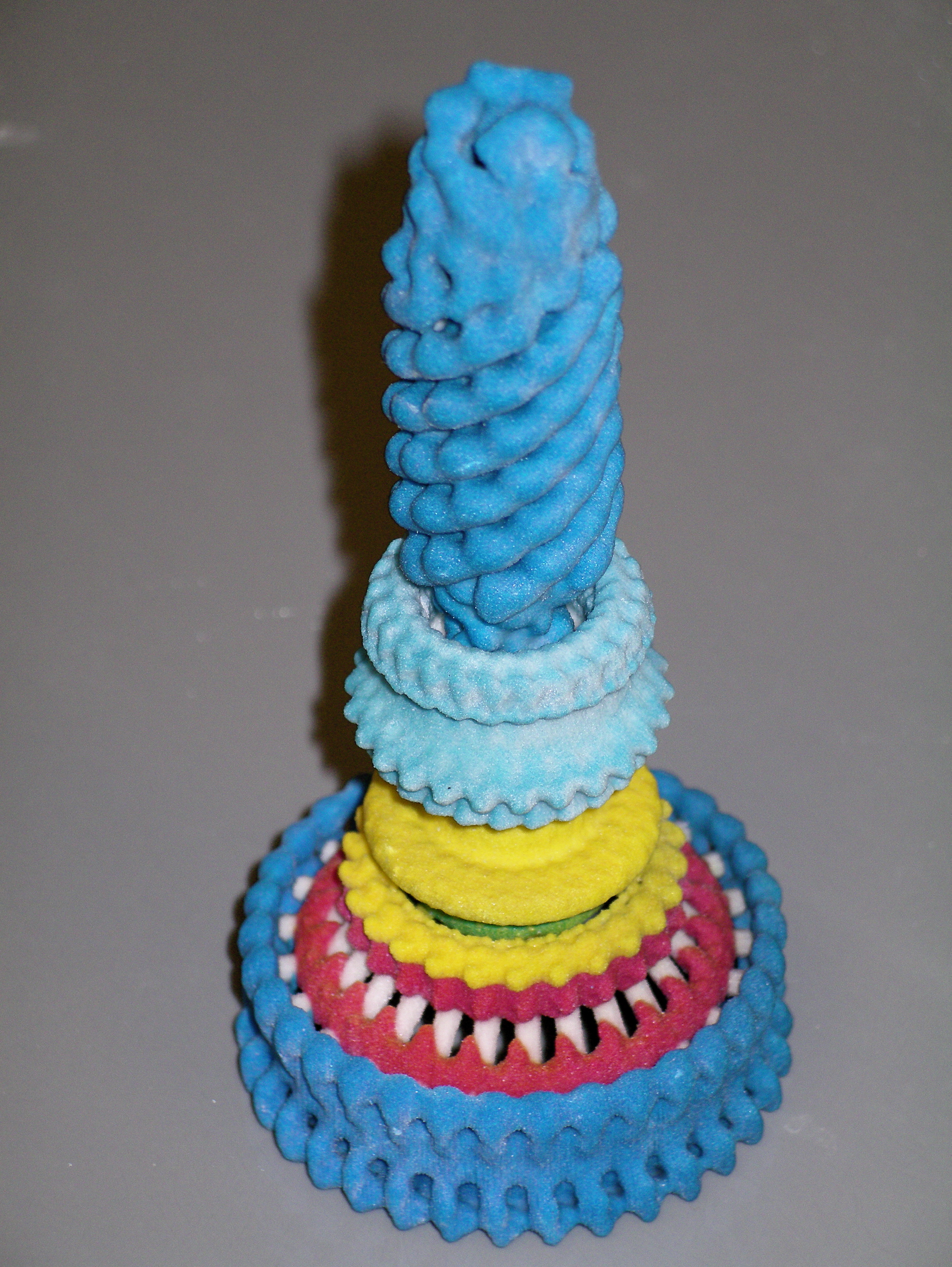
Mô hình cho phần gốc của một roi ở vi khuẩn, một ví dụ thuần sinh học cho cấu trúc có thể chuyển động quay tự do.

Ví dụ duy nhất được biết đến về một "bánh xe" sinh học — một hệ thống có khả năng cung cấp mô-men đẩy liên tục trong khi cơ thể vẫn được giữ cố định — là roi hay tiên mao, đây là một cái đuôi có hình giống như cái mở nút chai, được sinh vật nhân sơ đơn bào sử dụng để tạo lực đẩy.:396 Roi ở các loài vi khuẩn có lẽ là ví dụ được biết đến nhiều nhất. Khoảng một nửa số vi khuẩn đã biết có ít nhất một roi, cho thấy rằng chuyển động quay trên thực tế có thể là hình thức vận động phổ biến nhất trong các hệ thống sống, mặc dù việc sử dụng nó chỉ hạn chế trong môi trường cấp độ hiển vi.
Ở phần gốc của roi vi khuẩn, nơi nó cắm vào màng tế bào, một protein vận động thực hiện chức năng giống như một động cơ quay. Động cơ này được cung cấp năng lượng bởi lực đẩy proton, tức là bởi dòng proton (ion hydrogen) di chuyển qua màng tế bào vi khuẩn nhờ chênh lệch gradient nồng độ được được tạo ra bởi quá trình trao đổi chất. (Ở các loài thuộc chi Vibrio, có hai loại roi, một loại nằm ở cực và một loại nằm ở bên sườn, và vài roi được điều khiển bởi một bơm ion Natri chứ không phải bơm proton.) Roi hoạt động một cách khá hiệu quả, chúng cho phép vi khuẩn di chuyển với tốc độ tối đa là 60 lần độ dài cơ thể trong mỗi giây. Như đã nhắc đến từ trước, động cơ quay ở gốc roi có cấu trúc tương tự như ATP synthase. Vi khuẩn Spirillum có cơ thể xoắn với các roi ở hai đầu và chúng quay quanh trục trung tâm của cơ thể khi di chuyển trong nước.
Cổ khuẩn, một nhóm sinh vật nhân sơ tách biệt với vi khuẩn, cũng có roi - được gọi là roi cổ khuẩn - và cũng được điều khiển bởi các protein vận động quay. Tuy nhiên. roi của cổ khuẩn khác biệt về mặt cấu trúc và tiến hóa so với roi ở vi khuẩn: trong khi roi vi khuẩn phát triển từ hệ thống tiết loại III của vi khuẩn, roi của cổ khuẩn có vẻ có phát triển từ pili loại IV.
Một số tế bào nhân thực, chẳng hạn như Euglena hay tinh trùng ở động vật, sở hữu những cấu trúc roi khác biệt về nguồn gốc tiến hóa nhưng có đặc điểm giống nhau (tiến hóa hội tụ), gọi là cilium hoặc undulipodium. Không giống như roi ở vi khuẩn, các cấu trúc này không xoay ở phần gốc; đúng hơn, chúng uốn cong theo cách mà đầu roi vẽ thành một vòng tròn trong môi trường.:1105
Tuy nhiên, một số nguyên sinh vật vẫn có thể được quan sát có thể quay tự do mà không cần roi. Navicula, một loại tảo silic (diatom), có thể có một cơ chế lăn khác thường và không hề sử dụng đến roi.

## Những rào cản sinh học cho các động vật có bánh xe
Sự vắng mặt của cấu trúc bánh xe trong thiên nhiên thường được cho là do những ràng buộc về mặt sinh học: chọn lọc tự nhiên hạn chế các con đường tiến hóa có thể có cho các loài, và các quá trình mà các sinh vật đa bào thực hiện sinh trưởng cũng như phát triển có lẽ đã không cho phép việc tạo ra một bánh xe có thể hoạt động được.

### Cản trở về mặt tiến hóa

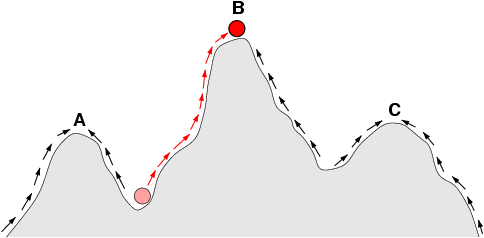
Minh họa của một cảnh quan độ thích nghi (fitness landscape), cho thấy dòng chuyển dịch di truyền của quần thể có xu hướng tiến đến một đỉnh cực thuận địa phương. Những thay đổi có thể có lợi (tức đi về phía đỉnh) nhưng phải rơi xuống "thung lũng" độ thích nghi sẽ không được giữ lại bởi chọn lọc tự nhiên.

Các quá trình tiến hóa có thể giúp giải thích tại sao việc di chuyển bằng bánh xe đã không tiến hóa ở các sinh vật đa bào: nói một cách đơn giản, một cấu trúc hoặc hệ thống phức tạp sẽ không tiến hóa nếu dạng không hoàn chỉnh của nó không mang lại lợi thế gì cho sinh vật.
Sự thích nghi được tạo ra dần dần thông qua chọn lọc tự nhiên, vì vậy những thay đổi lớn về mặt di truyền thường chỉ lan tỏa trong quần thể nếu chúng không làm giảm độ thích nghi của các cá thể. Mặc dù những thay đổi trung tính (những thay đổi không mang lại lợi ích hay tác hại gì) có thể lan rộng nhờ phiêu bạt di truyền, và những thay đổi bất lợi có thể tăng độ phổ biển trong một số trường hợp,:728–729, những thay đổi lớn đòi hỏi nhiều bước sẽ chỉ xảy ra nếu các giai đoạn trung gian khiến độ thích nghi tăng lên. Richard Dawkins mô tả vấn đề: "Bánh xe có thể là một trong những trường hợp mà giải pháp kỹ thuật có thể được nhìn thấy một cách đơn giản, nhưng lại không thể đạt được trong quá trình tiến hóa bởi vì nó nằm ở phía bên kia của một thung lũng sâu, một vách thẳm không thể vượt qua được chạy cắt ngang qua khối núi Bất khả thi." Với cảnh quan độ thích nghi như vậy, bánh xe có thể nằm trên "đỉnh rất thuận lợi", nhưng thung lũng xung quanh đỉnh đó có thể quá sâu hoặc rộng để nguồn gen di chuyển qua do phiêu bạt di truyền hoặc chọn lọc tự nhiên. Stephen Jay Gould lưu ý rằng sự thích nghi sinh học chỉ có thể làm việc với các thành phần có sẵn, nhận xét rằng "bánh xe có thể hoạt động tốt, nhưng động vật không thể tạo nên chúng bởi những ràng buộc cấu trúc đã được truyền lại như là một di vật của tiến hóa".:48
Do đó, chọn lọc tự nhiên giải thích tại sao bánh xe không phải là một giải pháp không khả thi cho vấn đề di chuyển: một bánh xe mới tiến hóa một phần, thiếu một hoặc nhiều thành phần quan trọng, có thể sẽ không mang lại lợi thế thích nghi gì cho sinh vật. Ngoại lệ duy nhất mà ta biết đến là roi ở các vi sinh vật, ví dụ duy nhất về một hệ thống quay tự do tạo ra lực đẩy; trong quá trình tiến hóa của roi, các thành phần riêng lẻ được tuyển chọn từ các cấu trúc cũ hơn, vốn thực hiện những nhiệm vụ không liên quan gì đến tạo ra lực đẩy. Ví dụ, bộ phận thể gốc hiện là động cơ quay, có thể đã tiến hóa từ một cấu trúc được vi khuẩn sử dụng để tiêm chất độc vào các tế bào khác.  Việc tuyển dụng các cấu trúc đã phát triển trước đây để phục vụ các chức năng mới được gọi là exaptation (thích nghi khuếch tán, cựu thích nghi).
Nhà sinh vật học phân tử Robin Holliday đã viết rằng việc không có bánh xe trong thiên nhiên là một luận cứ chống lại những lời giải thích theo hướng thần tạo hoặc thiết kế thông minh cho sự đa dạng của sinh giới, bởi vì một thực thể sáng tạo thông minh - không gặp phải những giới hạn do quá trình tiến hóa đặt ra - sẽ tạo nên bánh xe ở bất cứ nơi nào chúng có thể sử dụng.

### Cản trở về mặt cấu trúc và phát triển
Trong các quy trình sản xuất của con người, các hệ thống bánh xe với độ phức tạp khác nhau có thể được tạo ra bằng một cách khá đơn giản, và các vấn đề về truyền lực và ma sát đã được chứng minh là có thể xử lý được. Tuy nhiên, ta không rõ rằng các quá trình phát triển phôi, rất khác biệt so với quy trình sản xuất trên, có phù hợp với — hoặc thậm chí có khả năng — tạo ra một bánh xe hoạt động hay không, vì những lý do được mô tả dưới đây.
Trở ngại giải phẫu lớn nhất đối với các sinh vật đa bào có bánh xe là mặt giao nhau (giao diện, interface) giữa các thành phần tĩnh và quay của bánh xe. Trong cả trường hợp quay bị động hoặc quay chủ động, bánh xe (và có thể cả trục) phải có khả năng quay tự do so với phần còn lại của bộ máy hoặc sinh vật. Không giống như các khớp động vật, vốn có giới hạn trong phạm vi chuyển động, bánh xe phải có thể xoay liên tục qua một góc tùy ý mà không cần phải "vặn trở lại". Vì vậy, một bánh xe không thể được gắn vĩnh viễn vào trục tĩnh (axle) hoặc trục động (shaft) mà trên đó nó quay (hoặc, nếu trục và bánh xe được cố định với nhau, bộ phận này không thể được gắn cố định vào phần còn lại của máy hoặc sinh vật).:44 Có một số trở ngại về mặt chức năng được gây ra bởi yêu cầu này, mặc dù chúng có thể vượt qua ở một mức độ nào đó.
Dẫn truyền lực đến bánh xe

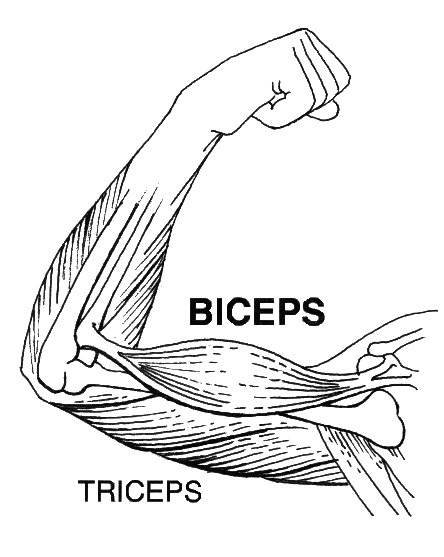
Các cơ xương (ở đây là hai cơ nổi bật ở tay) được gắn ở cả hai phía vào xương.

Ở trường hợp bánh xe chủ động, một mô-men xoắn cần được đặt vào kết cấu này để tạo ra lực di chuyển. Trong công nghệ của con người, mô-men xoắn này thường được cung cấp bởi một động cơ, trong đó có nhiều loại, bao gồm động cơ điện, động cơ đốt trong, động cơ tuabin, khí nén và thủy lực. (Mô-men xoắn cũng có thể được cung cấp bởi sức người, như trong trường hợp của xe đạp.) Ở động vật, chuyển động thường đạt được bằng cách sử dụng các cơ xương, với năng lượng được lấy từ quá trình chuyển hóa các chất dinh dưỡng từ thức ăn.:406 Bởi vì các cơ này được gắn vào cả hai thành phần được chuyển động tương đối với nhau, chúng không có khả năng trực tiếp dẫn động một bánh xe. Ngoài ra, động vật lớn không thể tạo ra gia tốc cao, vì quán tính tăng nhanh theo kích thước cơ thể.
Ma sát
Giảm ma sát là một điều rất quan trọng để hạn chế việc mài mòn trên các bộ phận cơ học và ngăn ngừa sinh nhiệt quá nhiều.:1 Khi tốc độ tương đối của các bộ phận tăng lên, cùng với sự gia tăng của lực tiếp xúc giữa các bộ phận này, việc giảm ma sát sẽ càng đóng vai trò quan trọng.:2–3 Nhiều loại ổ trục và/hoặc chất bôi trơn khác nhau có thể được sử dụng để giảm ma sát ở mặt giao nhau giữa hai thành phần. Trong các khớp sinh học, chẳng hạn như khớp gối của con người, ma sát được giảm bớt nhờ thành phần là sụn có hệ số ma sát rất thấp hoặc dịch bao hoạt, một chất lỏng có độ nhớt rất thấp và đóng vai trò như chất bôi trơn. Gerhard Scholtz của Đại học Humboldt Berlin khẳng định rằng: chất bôi trơn hoặc vật liệu tế bào chết được tiết ra tương tự có thể cho phép bánh xe sinh học quay tự do.
Vận chuyển chất dinh dưỡng và chất thải
Một vấn đề tiềm ẩn khác nảy sinh ở phần tiếp xúc giữa bánh xe và trục xe (hoặc giữa trục và thân) là khả năng hạn chế của sinh vật trong việc vận chuyển chất qua mặt giao nhau này. Nếu các mô tạo thành bánh xe là mô sống, chúng sẽ cần được cung cấp oxy và chất dinh dưỡng cũng như loại bỏ chất thải để duy trì sự trao đổi chất. Một hệ thống tuần hoàn động vật điển hình, bao gồm các mạch máu, sẽ không thể cung cấp sự vận chuyển qua mặt giao nhau như vậy.:405 Trong trường hợp không có mạch máu, oxy, chất dinh dưỡng và các chất thải sẽ di chuyển bị động qua giao diện bằng cách khuếch tán, một quá trình bị hạn chế rất nhiều bởi áp suất riêng phần và diện tích bề mặt sẵn có, như đã được chỉ ra bởi định luật khuếch tán của Fick.:48 Đối với động vật đa bào lớn, vận chuyển chất chỉ bằng khuếch tán sẽ là không đủ. Một biện pháp thay thế là, bánh xe có thể được cấu tạo từ các thành phần không sống được tiết ra, chẳng hạn như keratin (còn được gọi là chất sừng, tồn tại điển hình ở tóc và móng tay).

## Những bất lợi của bánh xe
Bánh xe bộc lộ không ít những bất lợi về mặt cơ học và các mặt khác trong một số môi trường và tình huống nhất định, cho thấy độ thích nghi thấp hơn nếu so sánh với chuyển động sử dụng chân (chi). Những nhược điểm này chỉ ra rằng, ngay cả khi loại bỏ những hạn chế về mặt sinh học đã thảo luận ở trên, sự vắng mặt của các bánh xe ở các dạng sống đa bào có thể không đơn giản chỉ là "cơ hội bị bỏ lỡ" như ấn tượng mà ta có ban đầu. Trên thực tế, với những nhược điểm cơ học và tính hữu dụng hạn chế của bánh xe khi so sánh với chân, câu hỏi trung tâm có lẽ phải được lật ngược: không phải "Tại sao thiên nhiên không tạo ra bánh xe?", mà là "Tại sao các phương tiện giao thông của con người không áp dụng kiểu di chuyển bằng chân nhiều hơn?" Việc sử dụng các bánh xe thay vì các chi trong hầu hết các phương tiện được chế tạo có thể là do sự phức tạp của thiết kế cần thiết để cấu tạo và điều khiển các chi, hơn là do lợi thế chức năng nhất quán của các bánh xe đem lại khi so sánh với chi.

### Độ hiệu quả
Ma sát lăn

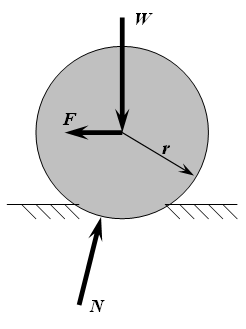
Một bánh xe cứng đang lăn trên—và làm biến dạng—một mặt phăng mềm, tạo ra một phản lực N, với một thành phần làm cản trở chuyển động. (W là trọng lượng của bánh xe cộng với phần thân phương tiện được nâng đỡ; F là lực đẩy; r là bán kính của bánh xe.)

Mặc dù bánh xe cứng tiết kiệm hơn về mặt năng lượng khi so sánh với các phương tiện vận tải khác khi di chuyển trên địa hình cứng, bằng phẳng (chẳng hạn như đường trải nhựa), bánh xe không đặc biệt hiệu quả trên địa hình mềm như đất, vì chúng dễ gặp phải ma sát lăn hay lực cản lăn. Cụ thể hơn thì, một chiếc xe sẽ hao phí năng lượng do sự biến dạng của bánh xe và bề mặt mà chúng đang lăn. Các bánh xe nhỏ hơn đặc biệt dễ bị ảnh hưởng bởi hiệu ứng này.:401 Các bề mặt mềm hơn biến dạng nhiều hơn và phục hồi ít hơn bề mặt cứng, dẫn đến việc lực cản sẽ lớn hơn. Ma sát lăn trên đất, với độ rắn từ vừa đến cứng, có thể lớn hơn từ năm đến tám lần so với trên bê tông, con số này đối với cát có thể là mười đến mười lăm lần. Trong khi bánh xe phải làm biến dạng bề mặt dọc theo toàn bộ đường đi của chúng, các chi chỉ gây ra một biến dạng cục bộ nhỏ xung quanh vùng mà nó tiếp xúc.
Lực cản lăn cũng là lý do khiến ít nhất một nền văn minh lịch sử của con người từ bỏ việc sử dụng bánh xe. Trong thời kỳ của Đế chế La Mã, xe ngựa có bánh phổ biến ở Trung Đông và Bắc Phi; Tuy nhiên, khi Đế chế sụp đổ và những con đường của nó rơi vào tình trạng hư hỏng, bánh xe không còn được ưa chuộng đối với người dân địa phương, những người chuyển sang dùng lạc đà để vận chuyển hàng hóa trong khí hậu sa mạc cát. Trong cuốn sách Hen's Teeth and Horse's Toes, Stephen Jay Gould có giải thích chi tiết lịch sử đáng tò mò này, khẳng định rằng, trong trường hợp đường xá không được bảo trì, lạc đà sẽ cần ít nhân lực và nước so với xe bò kéo.
Độ hiệu quả khi di chuyển trong môi trường chất lưu
Khi di chuyển qua môi trường chất lỏng, các hệ thống quay chỉ mang lại lợi thế về hiệu suất ở những hệ số Reynolds cực thấp (tức dòng chảy được chi phối bởi độ nhớt) chẳng hạn như trong các môi trường mà roi vi khuẩn được sử dụng. Ở những môi trường có số Reynolds cao (chi phối bởi quán tính), hệ thống dao động sẽ tỏ ra hiệu quả hơn.:5451 Trong khi cánh quạt tàu thường có hiệu suất rơi vào khoảng 60% và cánh quạt máy bay là 80% (có thể lên tới 88% ở chiếc máy bay được cung cấp lực bởi con người Gossamer Condor), hiệu suất cao hơn nhiều, ở ngưỡng 96% –98%, có thể đạt được bằng cách sử một tấm (foil) linh hoạt, dao động, ví dụ như là đuôi cá hoặc cánh chim.:398

### Lực bám
Bánh xe dễ bị trượt — chúng không có khả năng tạo ra lực kéo hay bám — nhất trên địa hình lỏng lẻo hoặc trơn trượt. Sự trượt bánh này gây lãng phí năng lượng và có thể dẫn đến việc mất kiểm soát hoặc bị kẹt, như khi ô tô đi trên bùn hoặc tuyết. Hạn chế này của bánh xe cũng có thể được thấy ngay trong lĩnh vực công nghệ của con người: trong một ví dụ về sinh kỹ thuật (thiết kế lấy cảm hứng từ sinh học), các phương tiện có chân được sử dụng trong ngành khai thác gỗ, nơi chúng cho phép tiếp cận địa hình quá khó khăn cho các phương tiện có bánh. Xe bánh xích (ví dụ như xe tăng) ít bị trượt hơn xe bánh lốp, do diện tích tiếp xúc với mặt đất lớn hơn:354 — nhưng chúng có xu hướng có bán kính quay vòng lớn hơn xe bánh lốp, kém hiệu quả hơn và phức tạp hơn về mặt cơ học.:419

### Vượt qua chướng ngại vật
Các nghiên cứu của kỹ sư Mieczysław G. Bekker ngụ ý rằng: sự phân bố các bất thường trong địa hình tự nhiên là tuân theo phân bố loga-chuẩn; có nghĩa là, các chướng ngại vật nhỏ sẽ phổ biến hơn nhiều so với chướng ngại vật lớn hơn. Do đó, vượt qua các chướng ngại vật là một thách thức đối với việc di chuyển trong các địa hình tự nhiên ở mọi cấp độ quy mô.:400–401 Hai cách chính để vượt qua vật cản trên đất liền là đi vòng qua vật cản hoặc đi vượt qua chúng; mỗi cách đều có những thách thức riêng của mình.
Đi vòng qua
Nhà giải phẫu học Michael LaBarbera của Đại học Chicago đã minh họa khả năng cơ động kém của bánh xe bằng cách so sánh bán kính quay của người đi bộ và người sử dụng xe lăn.:402 Như Jared Diamond đã chỉ ra, hầu hết các ví dụ sinh học về chuyển động lăn được tìm thấy ở địa hình thoáng đãng và bằng phẳng, chẳng hạn như ở bọ phân và cỏ lăn mà ta đã nhắc đến từ trước.
Đi vượt qua
Bánh xe tỏ ra rất kém nếu phải đối mặt với chướng ngại vật thẳng đứng, đặc biệt là chướng ngại vật có cùng kích cỡ ngang tầm với bánh. Bánh xe cũng có khả năng không thể leo lên những vật cản thẳng đứng cao hơn khoảng 40% chiều cao của chúng.:148 Do hạn chế này, bánh xe được thiết kế để sử dụng trên địa hình gồ ghề sẽ phải có đường kính lớn hơn.:400
Ngoài ra, nếu không có khớp nối (articulation), một chiếc xe có bánh có thể bị mắc kẹt trên đỉnh chướng ngại vật, việc vật cản nằm giữa các bánh xe sẽ khiến chúng không thể tiếp xúc được với mặt đất. Ngược lại, chuyển động bằng chân sẽ rất hữu ích cho việc leo núi và được trang bị để đối phó với những địa hình không bằng phẳng.:402–403
Với bánh xe không được khớp nối, việc leo lên chướng ngại vật sẽ khiến thân xe bị nghiêng. Nếu khối tâm của xe di chuyển ra ngoài chiều dài cơ sở (wheelbase) hoặc rãnh trục, xe sẽ trở nên không ổn định về mặt tĩnh học và sẽ có xu hướng bị lật. Ở tốc độ cao, một chiếc xe có thể trở nên không ổn định về mặt động học - nghĩa là nó có thể bị lật bởi chướng ngại vật nhỏ hơn giới hạn ổn định tĩnh của nó, hoặc do tăng tốc quá mức hoặc cua quá gấp. Hệ thống treo giúp giảm thiểu xu hướng lật của xe có bánh, nhưng không giống như các chi được khớp động hoàn toàn, chúng không cung cấp cho xe khả năng trở lại bình thường từ trạng thái bị lật.

### Độ linh hoạt
Các chi được động vật sử dụng để di chuyển trên địa hình cũng thường được sử dụng cho các mục đích khác, chẳng hạn như cầm nắm, thao tác, leo trèo, đu cành, bơi lội, đào bới, nhảy, ném, đá và chải chuốt. Với sự thiếu những khớp nối, bánh xe sẽ không hữu ích như tay chân trong những chức năng này.:399

## Trong giả tưởng và huyền thoại

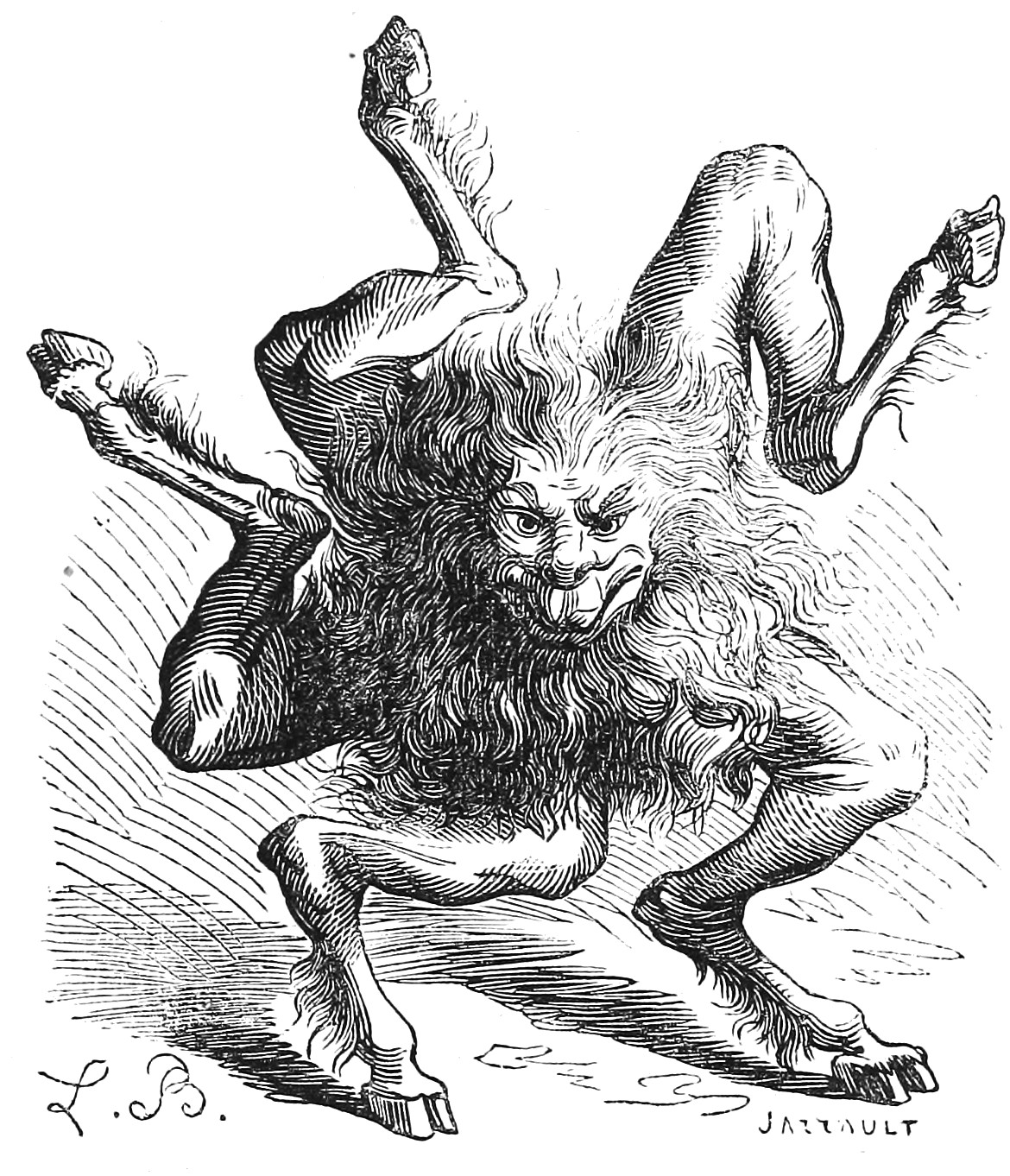
Con quỷ Buer, hình minh họa trong cuốn Dictionnaire Infernal phiên bản năm 1863.

Truyền thuyết và các tác phẩm giả tưởng phỏng đoán cho thấy sự đam mê lâu dài của con người đối với những sinh vật lăn và có bánh xe. Những sinh vật như vậy xuất hiện trong thần thoại từ Châu Âu, Nhật Bản, Mexico thời tiền Colombo, Hoa Kỳ và Úc.

### Các sinh vật có thể lăn
Rắn vòng kiềng, một sinh vật xuất hiện trong truyền thuyết ở Hoa Kỳ và Úc, được mô tả là có thể ngậm đuôi trong miệng và lăn như bánh xe về phía con mồi. Văn hóa Nhật Bản cũng có một sinh vật thần thoại tương tự như vậy, với tên là Tsuchinoko. Buer, một con quỷ được nhắc đến trong cuốn sách ma pháp thế kỷ 16 Pseudomonarchia Daemonum, được mô tả và minh họa trong cuốn Dictionnaire Infernal của Collin de Plancy là có các tay tỏa ra từ tâm và có thể được dùng để lăn.
Nghệ sĩ đồ họa người Hà Lan M. C. Escher đã minh họa một sinh vật lăn do chính ông phát minh ra trong một bức tranh thạch bản năm 1951. Sinh vật lăn cũng được giới thiệu trong các tác phẩm của tác giả truyện tranh Carl Barks, nhà văn khoa học viễn tưởng Fredric Brown, George R. R. Martin, và Joan Slonczewski, và trong loạt game Nhím Sonic, xuất hiện lần đầu vào năm 1991.

### Các sinh vật có bánh xe
Các động vật đồ chơi có với bánh xe có từ thời kỳ Tiền Colombia đã được các nhà khảo cổ học ở Veracruz, Mexico, phát hiện vào những năm 1940. Các dân tộc bản địa ở Bắc Mỹ không sử dụng bánh xe làm công cụ di chuyển trước khi người châu Âu đến.
Một số nhà văn thế kỷ 20 đã khai thác khả năng các sinh vật có thể có bánh xe. Cuốn tiểu thuyết thiếu nhi năm 1907 Ozma of Oz của L. Frank Baum kể về những sinh vật hình người có bánh xe thay vì tay và chân, được gọi là Wheeler. Bánh xe của chúng được cấu tạo từ keratin, được các nhà sinh vật học gợi ý như một cách để tránh các vấn đề chuyển hóa chất dinh dưỡng và chất thải đối với bánh xe sống. Mặc dù di chuyển nhanh chóng trên địa hình mở chắc chắn, các Wheeler không thể băng qua cát và gặp khó khăn bởi những chướng ngại vật trên đường đi, dù những vật cản này không tạo ra vấn đề gì đối với những sinh vật di chuyển bằng chân.
Vào nửa sau của thế kỷ 20, những sinh vật có bánh xe hoặc sử dụng bánh xe được xuất hiện trong các tác phẩm của các nhà văn khoa học viễn tưởng như Clifford D. Simak, Piers Anthony, David Brin, K. A. Applegate, Philip Pullman, và các cộng sự viết lách Ian Stewart và Jack Cohen. Một số tác phẩm này có đề cập đến những hạn chế về phát triển và cơ sinh học đối với sinh vật có bánh xe: sinh vật của Brin bị viêm khớp ở trục bánh xe,:109 sinh vật Mulefa của Pullman không được sinh ra với bánh xe, nhưng lăn trên vỏ hạt của một loài thực vật mà chúng đã đồng tiến hóa.

## Phụ chú
1. ↑  Mặc dù những cản trở về mặt tiến hóa và phát triển có thể loại trừ khả năng bánh xe là một bộ phận của sinh vật, chúng không loại trừ việc sử dụng các vật thể bên ngoài làm "bánh xe", thông qua các hành vi mang tính bản nang (như trong trường hợp bọ hung lăn phân được thảo luận ở trên), hoặc thông qua các việc sử dụng các công cụ được chỉ dẫn bởi sự trí tuệ. (như công nghệ của con người).
2. ↑  Có thể chia bánh xe thành hai nhóm chính là bị động hoặc chủ động. Một bánh xe bị động chỉ đơn giản là lăn tự do trên bề mặt, làm giảm ma sát khi so sánh với việc đẩy thông thường (chẳng hạn như bánh xe ở dưới tủ). Ngược lại, bánh xe chủ động được cung cấp năng lượng và truyền năng lượng cho bề mặt để tạo ra chuyển động (như bánh xe ở các phương tiện trên bộ).[48]